# Flavien Termet
Flavien Termet est un homme politique français, né le 29 janvier 2002 à Lorient (Morbihan).
Membre du Rassemblement national (RN), il est élu député à l'Assemblée nationale le 7 juillet 2024 dans la première circonscription des Ardennes. Il démissionne moins de trois mois plus tard pour des raisons liées à sa santé. Après sa démission, il s’éloigne de la vie politique et retourne dans sa Bretagne natale. Une élection législative partielle est organisée en décembre 2024 pour le remplacer.

## Biographie
Flavien Termet est né le 29 janvier 2002 à Lorient (Morbihan) d'un père artisan charcutier et d'une mère assistante familiale. Sa famille vient de Languidic, autre commune du même département.
Il commence une licence de droit en 2020, à l'université Rennes-I. En 2024, il valide sa deuxième année de licence et indique vouloir continuer ses études.
Il est encarté chez Les Républicains à 17 ans, Flavien Termet rejoint le Rassemblement national trois ans plus tard (vers 2022), il est envoyé comme délégué départemental dans les Ardennes en juin 2023 pour y préparer les élections municipales de 2026,,. Il travaille également à la direction générale du parti en tant que collaborateur de Gilles Pennelle,.
Lors des élections législatives de 2024, il est élu député avec 52,99 % des voix dans la première circonscription des Ardennes, face au député sortant, issu de la majorité présidentielle, Lionel Vuibert. À 22 ans, il est le plus jeune député de la XVIIe législature, il est membre du groupe Rassemblement national.
Le 18 juillet 2024, alors qu'il est secrétaire de séance en tant que benjamin de l'Assemblée nationale, plusieurs députés issus du Nouveau Front populaire et du groupe Ensemble pour la République refusent de lui serrer la main lors de l'élection du président de l'Assemblée nationale. Flavien Termet affirme par ailleurs avoir été menacé verbalement par Sébastien Delogu, député La France insoumise, ce que celui-ci dément.
Flavien Termet annonce, le 30 septembre 2024, renoncer à son mandat de député pour des raisons personnelles, d’ordre médical, sans avoir pris part à aucun scrutin. Une maladie grave est évoquée, sans plus de précisions. Sa démission est actée le 4 octobre suivant, conduisant à la vacance du siège,,.
Il soutient officiellement la campagne du candidat RN à sa succession, Jordan Duflot, lors de l'élection législative partielle de décembre 2024. Ce dernier est cependant battu au second tour par Lionel Vuibert, qui l'emporte avec 50,9 % et retrouve ainsi le mandat qu'il avait perdu en juillet 2024,.

## Détail des mandats et fonctions
- Du 8 juillet au 4 octobre 2024 : député de la 1re circonscription des Ardennes.